# Sleeping Giant (Connecticut)
Sleeping Giant (auch: Mount Carmel) im südlichen Zentral-Connecticut ist ein zerklüfteter Basaltfelsen nördlich von New Haven. Er ist Teil der schmalen Metacomet Ridge, die sich vom Long Island Sound in der Nähe von New Haven nördlich durch das Connecticut River Valley von Massachusetts bis zur Grenze von Vermont erstreckt. Als herausragende Landmarke erhielt er seinen Namen durch die Ähnlichkeit mit einer schlafenden menschlichen Form, die man sowohl von Norden, als auch von Süden her erkennen kann. Der Giant ist sowohl bekannt für die weite Aussicht, die man von der Höhe seiner Kliffs erlebt, als auch für seine malerische Landschaft und seine interessanten mikroklimatischen Ökosysteme. Der größte Teil des Berges steht als Sleeping Giant State Park unter Naturschutz. Er ist ein beliebtes Naherholungsziel. Mehr als 48 km an Wanderwegen verlaufen auf seinem Gebiet, inklusive des Quinnipiac Trail. Quinnipiac University liegt am Fuß des Mount Carmel in Hamden.

## Geographie
Der Sleeping Giant liegt auf dem Gebiet von Hamden. Sein östliches Ende zieht sich nach Wallingford. Er erstreckt sich über eine Fläche von 4,43 km mal 2,82 km. Von Weitem gesehen lassen sich recht deutlich die „Körperteile“ „Kopf“, „Kinn“, „Brust“, „Hüfte“, „Knie“ und „Füße“ ausmachen, die durch Basaltklippen dargestellt werden. Der höchste Punkt ist die linke Hüfte mit 225 m über dem Meer. Nächsthoch sind Brust (220 m) und das linke Knie und rechte Bein mit 210 m.
Am Giant’s Head (200 m) fällt ein Kliff 120 m tief ab. Ein steinerner Aussichtsturm befindet sich auf der linken Hüfte. Er wurde in den 1930er Jahren von der Works Progress Administration erbaut. Er eröffnet Panorama-Aussichten der umliegenden Mill- und Quinnipiac-River-Täler. Ein alter Steinbruch, der seit den 1930er Jahren nicht mehr genutzt wird, hat Narben an Giants Head hinterlassen.
Die Metacomet Ridge erstreckt sich westlich und südlich des Sleeping Giant als Rocky Top und West Rock Ridge. Der westliche Teil des Sleeping Giant entwässert in den Mill River und von da in Richtung New Haven Harbor und Long Island Sound; der Osten entwässert in den Quinnipiac River.

## Geologie

Faulting

Sleeping Giant ist eine bruchtektonische Felskante, die vor ca. 200 Millionen Jahren während der Trias und des Jura entstanden sind. Er besteht aus traprock, einer Basalt-Art, einem extrusiven Vulkangestein. Leichte Erdbeben wurden aufgezeichnet und sogar von Anwohnern berichtet. Basalt hat eine dunkle Farbe, verfärbt sich aber aufgrund seines hohen Eisenanteils bei Verwitterung zu einem charakteristischen Rostbraun. Basalt zerfällt oft in oktogonale und pentagonale Säulen, so dass charakteristische „Pflaster“ entstehen. Große Geröllfelder aus gebrochenem Basalt sind überall entlang der Felsvorsprünge sichtbar.
Die Basalt-Klippen sind das Ergebnis mehrerer großer Lavaströme, die hunderte Meter unter der Erdoberfläche in Verwerfungen aus dem Erdinnern hochwallten, während sich Nordamerika von Eurasien und Afrika trennte. Diese Basaltergüsse ereigneten sich über die Zeitspanne von etwa 20 Millionen Jahren. In den Zwischenzeiten sammelten sich dicke Sedimentschichten auf den Lavasschichten an, die nach und nach zu Sedimentgestein verbacken wurden. Die entstandene Schicht„torte“ erfuhr Verwerfungen und drückte nach oben, aus dem umliegenden Gestein heraus. Daraufhin erodierten die weicheren Sedimentschichten schneller als der harte Basalt, so dass die Kanten der Basaltdecken zum Vorschein kamen und somit die scharfen Grate und die malerischen Klippen entstanden, die heute sichtbar sind.

## Ökosystem

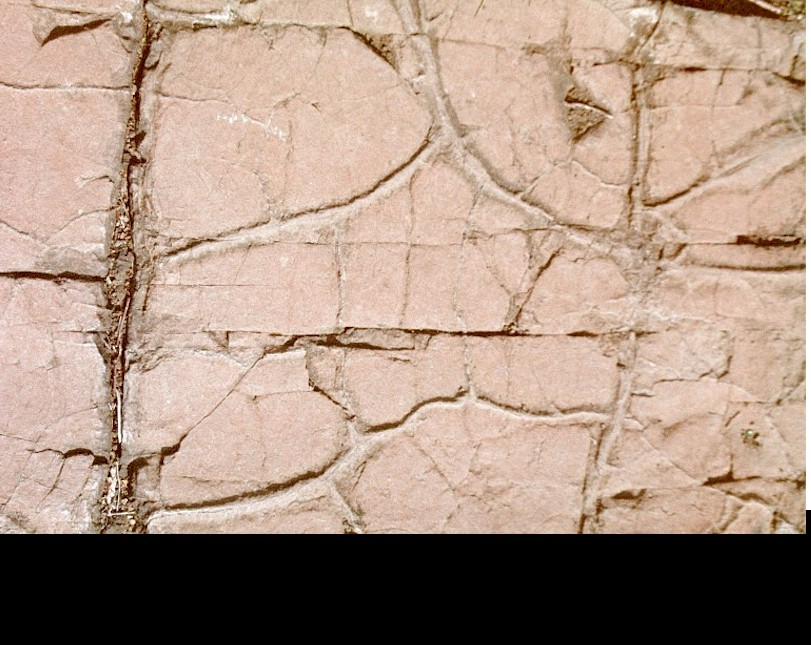
Nahaufnahme des Basalts am Sleeping Giant

Sleeping Giant beherbergt mehrere Mikroklimaten die in New England sonst selten zu finden sind. Trockene, heiße Felsgrate sind bewachsen von sogenannten Eichensavannen, die oft von chestnut oak und verschiedenen Gräsern und Farnen dominiert wird. Virginischer Wacholder, eine trockenheitsbeständige Art krallt sich an die Kanten der Kliffs. Die tiefer gelegenen östlichen Hänge sind meist von Eichen-Hickory-Wäldern bestanden, Arten, die auch in den umliegenden Ebenen verbreitet sind. Enge Schluchten mit dichtem Bestand an Kanadischen Hemlocktannen schirmen das Sonnenlicht ab und schaffen ein feuchtes, kühleres Klima, worin weitere Pflanzenarten besser gedeihen. Die Geröllhalden sind ganz besonders reich an Nährstoffen und geben einer ganzen Anzahl von kalkliebenden Pflanzen Lebensraum, die sonst im östlichen Connecticut selten sind.
Der Sleeping Giant ist darüber hinaus auch ein wichtiges Durchzugsgebiet für Raubvögel.

## Geschichte
Laut den Legenden der Quinnipiac ist der Sleeping Giant in Wirklichkeit der schlafende Hobbomock, ein berühmter bösartiger Steinriese, der in vielen Geschichten vorkommt (so bei der Pocumtuck Ridge und bei Quinnipiac). Hobbomock regte sich auf über die schlechte Behandlung seines Volkes und stampfte im Zorn mit dem Fuß auf die Erde, so dass sich der Lauf des Connecticut River nach Osten wendete (cf. eine Stelle in Middletown (Connecticut), an der der Fluss sich abrupt nach Osten wendet). Um zu verhindern, dass der böse Geist in Zukunft weiteres Unheil anrichte, verzauberte der gute Geist Keitan Hobbomock, so dass er auf ewig schlafen solle, an der Stelle, die noch heute durch die eindrucksvolle menschenähnliche Form an ihn erinnert.
In der Mitte des 19. Jahrhunderts gewannen Berge durch die Werke von Malern der Hudson River School und durch Transzendentalisten wie Ralph Waldo Emerson und Henry David Thoreau an Bedeutung als Rückzugsraum gegenüber Industrialisierung und Urbanisierung in Neu-England. Sommerhäuschen wurden auf dem Sleeping Giant gebaut und an vielen anderen Stellen der Metacomet Ridge. 1888 erbaute John H. Dickerman einen Kutschweg auf den Giant und eröffnete den Blue Hills Park. Er veranstaltete Picknicks für die Ansässigen auf den Klippen.
1924 begann der Schutzgedanke auch am Sleeping Giant zu wirken. In diesem Jahr wurde die Sleeping Giant Park Association (SGPA) durch eine Gruppe von Anwohnern gegründet, die sich wegen des Basaltabbaus Sorgen machten. Ein Eigner eines Feriendomizils hatte sein Anwesen an die Mount Carmel Traprock Company verpachtet. Das Sprengen von geliebten Landschaftsteilen führte zu öffentlichem Aufruhr, der in den örtlichen Zeitungen großen Widerhall fand. Unter der Leitung von James W. Toumey, einem Professor für Forstwissenschaften der Yale University führte die SGPA eine 10-jährige Auseinandersetzung mit der Steinbruchsgesellschaft. 1933, während der Great Depression wurde das Gelände von der SGPA für $30.000 erworben und zum Sleeping Giant State Park erklärt. Eine vollständige Geschichte wurde in Nancy Davis Sachses Buch Born Among the Hills – The Sleeping Giant Story veröffentlicht.
Der Sleeping Giant Tower (⊙) wurde 1936 von der Works Progress Administration erbaut und 1986 im National Register of Historic Places als Teil der Connecticut State Park and Forest Depression-Era Federal Work Relief Programs Structures eingetragen.

## Naherholung
Sleeping Giant State Park ist ein beliebtes Naherholungsziel. Die Klippen bieten weite Blicke über einen großen Teil von New Haven County und Teile von Hartford County, bei guten Wetterbedingungen sogar bis über den Long Island Sound bis nach Shoreham auf Long Island.
Sleeping Giant ist ganzjährig bis Sonnenuntergang geöffnet; Parken kostet an Wochenenden und Feiertagen zwischen $4 und $10. Es gibt jedoch weiter Parkmöglichkeiten außerhalb des Parks und an Wanderwegen weiter nördlich bzw. östlich. Erlaubt sind Wandern, Klettern, Schneeschuhlaufen, Picknicken, Vogelbeobachtung und andere passive Aktivitäten. Spezielle Trassen für Reiter und zum Langlauf sind in den tiefer gelegenen Gebieten des Giant ausgewiesen und Angeln ist im Mill River erlaubt. Klettern war aufgrund von Unfällen über längere Zeit verboten, wurde aber 2007 wieder frei gegeben. Camping für jugendliche ist nur nach Genehmigung erlaubt. Es gibt einige Toiletten und Picknickplätze. Der Quinnipiac Trail durchquert den Park der Länge nach vom Quinnipiac River im West über die höchsten Punkte des Giants hin zum Mill River und wendet sich von da nach Norden über West Rock Ridge und Mount Sanford.

## Erhaltung
Der größte Teil des Sleeping Giant konnte im Originalzustand erhalten werden. Die Wanderwege und Einrichtungen werden in Gemeinschaft von Sleeping Giant Park Association und dem State of Connecticut unterhalten. Sleeping Giant State Park umfasst 6,1 km²; die SGPA bemüht sich weiterhin zusätzliche Flächen zu erwerben, und verhindert die Abholzung, und den Bau von Sendemasten. Die SGPA veranstaltet regelmäßig Führungen und Bauprojekte zur Unterhaltung der Wanderwege. Auch die Connecticut Forest and Park Association unterstützt diese Arbeit mit Investitionsmitteln.

## Literarische Einflüsse
1948 veröffentlichte die Kinderbuchautorin Eleanor Estes die Sammlung Sleeping Giant and Other Stories. In der namengebenden Geschichte entscheidet sich der Sleeping Giant aufzustehen und fortzugehen.